# Magnus Lindgren
Karl Magnus Lindgren, född 13 augusti 1974 i Västerås, är en svensk jazzmusiker, kompositör och arrangör.

## Biografi
Magnus Lindgrens huvudinstrument är saxofon, flöjt och klarinett.  Lindgren började sin bana i tonåren som turnerande musiker i fadern Börge Lindgrens dansorkester. Han gick skolan i Västerås Musikklasser och utbildade sig vidare på Västerås musikgymnasium och på Kungliga Musikhögskolan i Stockholm. Han bildade sin egen kvartett 1997 och gjorde skivdebut 1999 med grammisnominerade Way Out. För detta erhöll han priset Jazz i Sverige 1999. Sitt stora genombrott fick han med albumet Paradise Open tillsammans med Radiojazzgruppen. Detta belönades med Grammis, Sveriges Radios pris för "Årets bästa jazzmusik" och Orkesterjournalens prestigefulla pris Gyllene skivan. Ett flertal Grammis-nomineringar med mera har det blivit genom åren därefter. 
Vid det årliga firandet av den internationella jazzdagen 2024 i staden Tanger medverkade Lindgren, som förste svensk, i den av Herbie Hancock ledda All-Star Global Concert.
Lindgren arbetar även utanför jazzen. Han har till exempel skrivit musik till 2003 års Nobelfest och spelat in skivor med nujazzduon Koop. Han har även spelat med ett antal internationellt erkända musiker, däribland Herbie Hancock, Gregory Porter, Till Brönner, Nicola Conte, Marie Fredriksson, Ivan Lins, Barbara Hendricks  och David Foster. Hösten 2004 fick han stor uppmärksamhet med storsatsningen Music for the Neighbours med bland annat Malmö Operaorkester på Stockholms Konserthus med flera platser i Sverige. Därefter har han bland annat breddat sitt samarbete till Brasilien och dess speciella kringvandrande batucadamusiker.
Han har genom åren samarbetat mycket med Nils Landgren och under våren 2012 genomförde de nio nästan utsålda konserter tillsammans med Bohuslän Big Band och Wermland Operas orkester under namnet Folkton, visa & jazz. Lindgren arrangerade musiken, dirigerade de båda orkestrarna och var solist. Succén var ett faktum. I Orkesterjournalens recension för konserten står: ”Sveriges svar på Quincy Jones”.  Under 2012 arrangerade Lindgren även till Berlinerfilharmonikerna och 25-årsjubileet för deras Kammermusiksaal. 2013-14 fortsatte samarbetet med Nils Landgren och Bohuslän Big Band.  Magnus var även artist-in-residence för Vara konserthus 2013 - sommaren 2015. 
Magnus Lindgrens album Fyra släpptes i september 2012 och blev nominerad till en Grammis. 
2013 ärs album Souls representerar en ny väg för den dynamiske jazzmusikern, där han integrerar vokala melodier i vad som tidigare i huvudsak varit en instrumental repertoar. Gästartister på skivan är bland andra Gregory Porter, Rigmor Gustafsson, Marie Fredriksson, Ivan Lins, Mark Reilly och Anna Christoffersson. Han fortsätter sitt nyfikna utforskande via många olika slags musiksamarbeten, till exempel en turné i Japan med sångkören Orphei Drängar 2014.
Magnus blev invald i Musikaliska Akadmein 2015 och tilldelades den kungliga medaljen Litteris et Artibus för framstående konstnärliga insatser 2016.  Magnus Lindgren var ansvarig för det konstnärliga programmet under Nobelbanketten 2016 tillsammans med Martin Fröst, Svenska Kammarorkestern och Adolf Fredriks Flickkör.  

## Priser och utmärkelser
- 1998 – Gevalias musikpris
- 1999 – Jazz i Sverige
- 1999 – Jazzkatten som ”Årets jazzmusiker”
- 1999 – Jazzkatten som ”Årets nykomling”
- 2001 – Gyllene skivan för Paradise Open
- 2001 – Jazzkatten som ”Årets jazzmusiker”
- 2015 – Ledamot av Kungliga Musikaliska Akademien
- 2015 – Thore Ehrling-stipendiet
- 2016 – Litteris et Artibus
- 2018 – Lars Gullin-priset
- 2023 – Grammy Award för bästa arrangemang i en instrumental produktion för låten ”Scrapple from the apple” på skivan ”Bird lives”[10]

## Diskografi

### Album
- 1999 – Way Out
- 2000 – Getxo Jazz
- 2001 – Paradise Open (med Radiojazzgruppen)
- 2003 – The Game
- 2004 – Music for the Neighbours (med Malmö Operaorkester)
- 2007 – Brasil Big Bom (med Lina Nyberg)
- 2009 – Batucada Jazz
- 2012 – Fyra
- 2013 – Souls